# Buste d'Arles
Le buste d'Arles est un buste en marbre grandeur nature d'un homme découvert en 2007 dans le Rhône près d'Arles, par des plongeurs du Département français de la recherche archéologique subaquatique. Il fut exposé au Musée du Louvre puis fut transféré pour faire aujourd'hui partie de la collection du Musée de l'Arles antique.
L'affirmation par ses découvreurs qu'il ait pu s'agir d'un portrait de Jules César qui lui serait contemporain a été abondamment relayée par la presse et les autorités culturelles françaises, avant qu'elle soit largement reconsidérée par d'importants spécialistes qui contestent tant l'identité du personnage figuré que la datation de l'artefact. 

## Description
Le buste en marbre, un peu plus grand que nature, figure un homme d'âge moyen de physionomie réaliste, avec une ligne de cheveux légèrement dégarnie au niveau des tempes et un long cou marqué d'« anneaux de Vénus » prononcés. D’après le traitement du bord inférieur du buste, il semble avoir été sculpté pour être placé sur un « hermès », un simple pilier de pierre qui remplace le corps. Il est représenté sans la toge, dans une forme conventionnellement considérée comme « héroïque », où la nudité exprime métaphoriquement une distinction « plus qu'humaine ».

## Découverte
Il est découvert en septembre-octobre 2007 dans le Rhône près d'Arles, par des plongeurs du Département français de la recherche archéologique subaquatique. Au cours de la même campagne, des plongeurs ont également récupéré des statues plus petites de Marsyas de style hellénistique et une sculpture en marbre grandeur nature de Neptune datant, de son style, du IIIe siècle apr. J.-C.
Les archéologues suggèrent alors qu'il s'agirait d'un portrait de Jules César à dater d'environ 46 av. J.-C., arguant de d'un réalisme sans compromis du portrait le place dans la tradition du portrait romain tardif républicain et des sculptures de genre du Ier siècle av. J.-C.  Ils suggèrent en outre que le buste a pu être discrètement éliminé après l'assassinat de Jules César en 44 av. J.-C., quand la possession de ses portraits se seraient avérée politiquement dangereuses.
L'évènement prend une tournure nationale et les plus hautes instances de l’État s'en mêlent : la Ministre de la culture Christine Albanel affirme publiquement qu'il s'agit de « la plus ancienne » représentation connue de César et la pousse à orchestrer un battage publicitaire d'importance. L'histoire fait l'objet de dizaines d'articles de journaux, de deux documentaires, d'une exposition à Arles puis au Louvre tandis que le buste apparaît même sur des timbres-poste français en 2014.

## Analyse
Assez rapidement, l'historienne Mary Beard objecte qu'il n'y avait aucune base pour l'identifier comme César et accuse les découvreurs d'avoir organisé un coup publicitaire. Dès 2008, elle constate que l'identification ne tient pas la route pas plus que le danger de la possession du portrait d'une personnalité aussitôt divinisée après sa mort qui s'est trouvé jeté avec la sculpture de Neptune découvertes lors de la même campagne.   
D'autres historiens contestent rapidement l'identification, parmi lesquels Paul Zanker, archéologue et spécialiste allemand de César et d'Auguste. Beaucoup ont noté le manque de ressemblances avec les portraits de César émis sur les pièces de monnaie au cours des dernières années de la vie du dictateur, et avec le buste de César trouvé à Tusculum, qui est accepté comme une représentation de Jules César de son vivant, sur la base de sa similitude avec les portraits de pièces.
Au terme d'un colloque en 2012, pour une série de chercheurs au nombre desquels Jean-Charles Balty, Emmanuelle Rosso et Paul Zanker, le portrait d’Arles ne se rattache pas à la somme des connaissances des portraits de César, qui restent toutefois imparfaite, Emmanuelle Rosso expliquant qu' « un portrait qui ressemble à César a plus de chance de ne pas représenter César que de le représenter ». Au terme d'une analyse comparative, Jean-Charles Balty avance que « l’existence (…) du « type Tusculum », datable des dernières années de vie du dictateur, rend tout à fait improbable qu’un autre type iconographique l’ait précédé de deux ou trois ans. Le beau portrait du Rhône n’a guère de chance de figurer César. S’il faut bien le dater de ce moment – mais je n’en suis vraiment pas assuré –, on y verra l’image d’un contemporain qui n’avait pas hésité à se faire représenter selon les canons iconographiques adoptés pour les effigies du dictateur (...) ». Le buste rhodanien s'apparenterait alors aux « nombreux « Caesargesichter » de [la] seconde moitié du Ier siècle, encore qu’on puisse même en remonter quelque peu la date ». Paul Zanker date ainsi le buste d'Arles de la période augustéenne. 
D'une autre côté, des chercheurs comme Flemming Johansen, Luc Long et Paolo Moreno, sans que cela soit probant pour l'identification à César du portrait d’Arles, mettent en avant une série d’indices qui peuvent laisser penser qu'il pourrait s'agir du dictateur romain : le lieu de découverte, colonie césarienne ; la qualité exceptionnelle de l’œuvre, sa ressemblance avec César... Si aucun de ces éléments n’est décisif en soi, et que rassemblés ils ne constituent pas une preuve, ils n'en maintiennent pas moins le débat ouvert.

### Valeur historiographique
Au tournant des années 2025, les archéologues et historiens de l’art modernes restent ainsi divisés quant à l'identité et la signification de cette découverte :  d'une part les sceptiques soulignent à quel point la tête provenant du Rhône semble globalement différente du portrait de César sur les monnaies contemporaines ainsi que des autres portraits connus généralement identifiés à lui ; d'autre part, les partisans de l’identification, soulignent la similitude de certains détails de la tête avec certains traits des portraits monétaires, notamment les rides au niveau du cou et la pomme d’Adam proéminente ; quelques-uns enfin, sans vraiment convaincre, vont jusqu'à affirmer que la raison pour laquelle la sculpture n'a pas d'équivalent témoigne du fait qu’il s’agit d’une image originale, sculptée d'après le modèle de son vivant.
Giusto Traina, ayant quelque peu moqué l'épisode de la découverte et des annonces tonitruantes qui se sont ensuivies, conclut également qu'il s'agit vraisemblablement du portrait d'un notable local s'étant fait représenter à l'imitation du grand homme — flatté sans doute à l’idée que son apparence puisse rappeler celle du dictateur. Mais cette découverte demeure pour lui un élément archéologique intéressant ne fût-ce que pour le témoignage qu'il porte de l'attachement des notables locaux envers le dictateur qui avait élevé Arelate en 46 av. J.-C. au détriment de sa rivale Marseille, qui avait résisté au vainqueur des Gaules.
Enfin, pour Mary Beard et quoi qu'il en soit de son identité, ce visage est un candidat sérieux pour trouver une place au XXIe siècle dans la succession des portraits figurant César qui ont dominé un temps l'imagination populaire ou savante, avant d’être supplantés par un autre prétendant.